# Medicur-Holding
Die Medicur-Holding Gesellschaft m.b.H. (kurz: Medicur-Holding) ist das Mutterunternehmen für die Mehrheitsbeteiligungen der Kurier Zeitungsverlag und Druckerei Gesellschaft m.b.H.

## Beteiligungen
Aktuelle
Im Portfolio der Medicur-Holding befinden sich mit Stand September 2015 wesentliche Beteiligungen an Massenmedien in den Bereichen Printmedien (Kurier) und Privatfernsehen (24,5 % an Sat.1 Österreich). 2005 erwarb Medicur unter Monika Lindner als ORF-Generaldirektorin 40 % der ORF-Sendetechnik-Tochter Österreichische Rundfunksender (ORS).
Ehemalige
Bis November 2012 war die Medicur-Holding Alleingesellschafter von Epamedia – Europäische Plakat- und Außenmedien, veräußerte die defizitäre Gesellschaft dann an die slowakische Medienholding JOJ Media House.

## Gesellschafter
Eigentümer der Medicur-Holding sind die RH Finanzbeteiligungs GmbH der Raiffeisen-Holding Niederösterreich-Wien zu 75 % und zu 25 % die Raiffeisen-Invest-Gesellschaft m.b.H., somit mittelbar die Raiffeisen Zentralbank Österreich.
Bis einschließlich 2012 hielt die Uniqa Insurance Group 25 % der Anteile, veräußerte sie schließlich an die Raiffeisen-Holding Niederösterreich-Wien.